# Erica leucanthera
Erica leucanthera är en ljungväxtart som beskrevs av Carl von Linné d.y.. Erica leucanthera ingår i släktet klockljungssläktet, och familjen ljungväxter. Inga underarter finns listade i Catalogue of Life.